# Mohovo
Mohovo és una localitat de Croàcia a dins de la ciutat de Ilok, comtat de Vukovar-Sirmia. Es troba a una altitud de 83 msnm a 314 km de la capital nacional, Zagreb.

## Demografia
Al cens 2011 el total de població de la localitat va ser de 239 habitants.
| Gràfica de població de Mohovo 1857-2011 |
|                                         |